# Hyundai Terracan
Le Hyundai Terracan est un véhicule tout-terrain fabriqué par le constructeur automobile Sud coréen Hyundai.

## Présentation
Le modèle Terracan a pour objectif de remplacer le Hyundai Galloper[réf. nécessaire]. Le Terracan a subi un seul restylage au cours de sa vie (appelé phase 2) en avril 2004. Ce restylage intervient à la fois sur les parties esthétiques et sur les parties mécaniques[réf. souhaitée].

## Photographies Hyundai Terracan

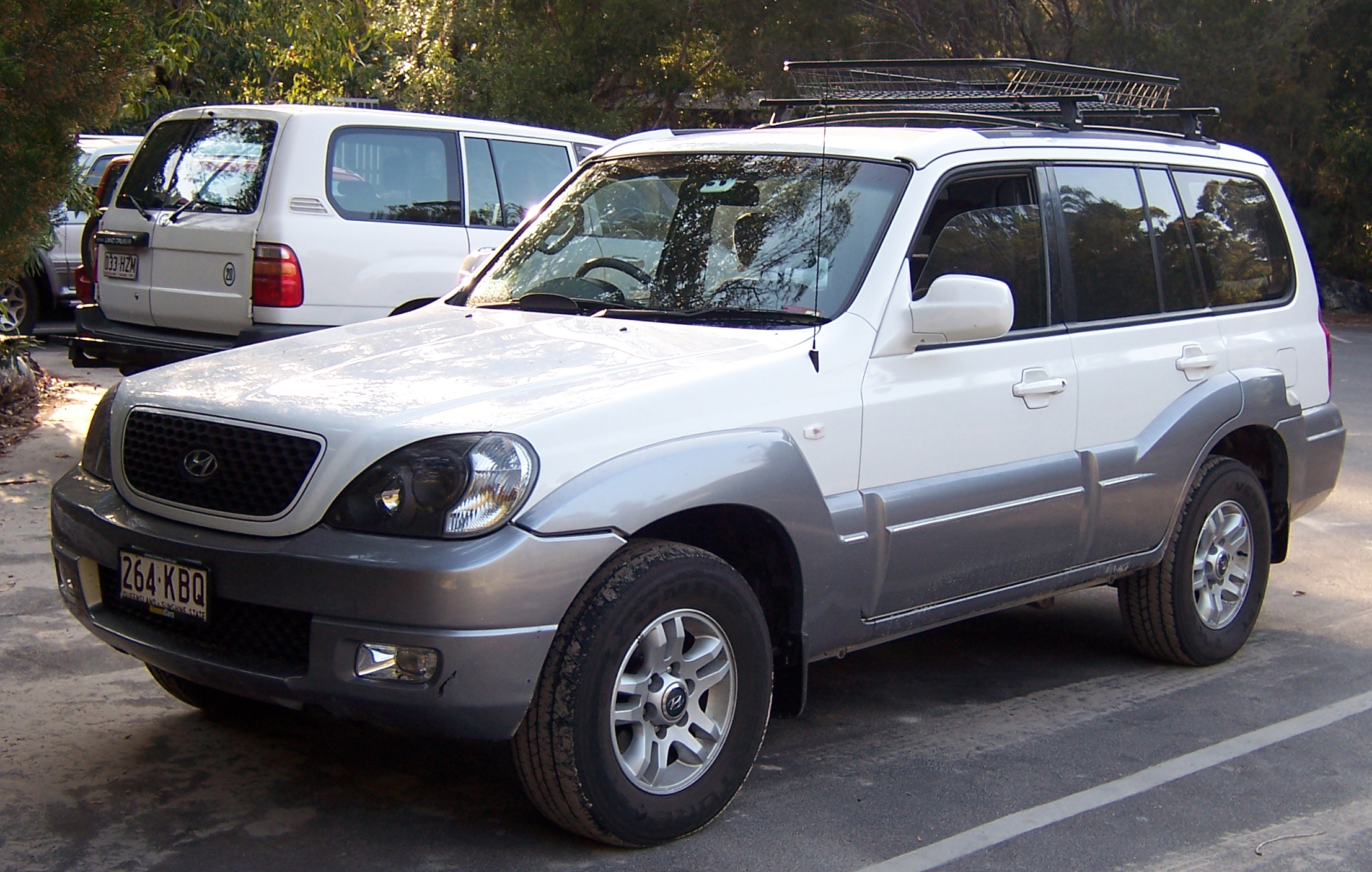
Avant Phase 2
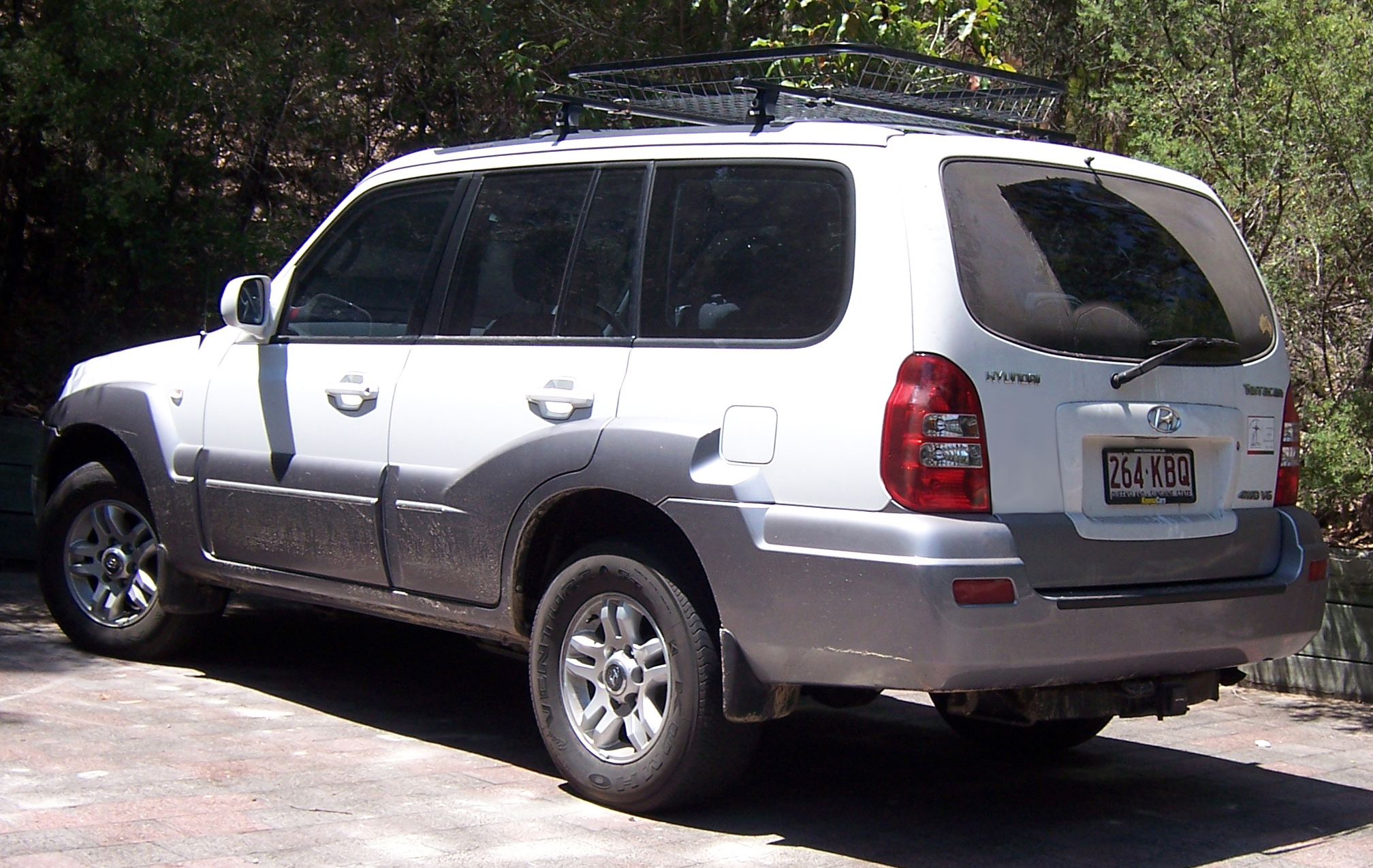
Arrière Phase 2